# Назарет
Назарет (хебр. נצרת, арап. ‏الناصرة‎) је град у Израелу у Северном округу. Према попису из 2022. у граду је живело 78.007 становника.
Нови завет спомиње Назарет као пребивалиште Исуса Христа током његовог детињства. Данас је град један од важних хришћанских светих места.

## Етимологија
Етимологија Назарета од Јевсевија до 20. века наводно потиче од речи „нетсер“ која значи „клијање“, док апокрифно Јеванђеље по Филипу спомиње реч „Назара“ која значи „истина“.

## Географија
Модерни Назарет налази се на висини од 350 m изнад нивоа мора. Лоциран је између 500 m високих брежуљака који формирају већину најјужнијих делова планинског масива Либана. Назарет је удаљен 25 km од Галилејског језера и око 9 km западно од планине Табор. Главни пут за саобраћај између Египта и унутрашње Азије пролази у близини Назарета и иде северно према Дамаску.
Популација Назарета процењује се на око 70.000. Већи део становништва чине Арапи, од којих је 35% хришћанске а 65% муслиманске вероисповести. Заједно са сестринским градом Назарет Илит (Горњи Назарет) Назарет има укупно око 120.000 становника (према процени за 2005. годину). Назарет Илит је настањен углавном Јеврејима.

## Историја
Археолошки налази су показали да је место у 1. веку било ретко насељено. Пронађени су стари гробови, остаци зидова терасе и темељи од три торња. Амерички археолог Џејмс Стрејнџ је проценио да је Назарет током Исусовог раздобља бројао само негде између 480 до 2.000 становника, и приметио да га јеврејски извори не спомињу све до 3. века. И Џек Финеген је утврдио да је Назарет био снажан јеврејски град током Римског раздобља. Други пак сматрају да Назарет тада није ни постојао јер се не спомиње ни у Старом завету ни у Талмуду, и да ископине не показују присуство времена Асирије, Вавилоније или Римског царства.
Археолошка ископавања из 60-их година 20. века донели су на светло дана и назаретско насеље с више кућа које су се састојале од дела зиданог каменом и од дела издубљеног у стени у којем је било смештено огњиште као и простор за ситну стоку. Уз куће у стени су били ископани и силоси за похрањивање жетве. Данас се ови остаци налазе унутар простора фрањевачког самостана и, где се према предању налази Маријина кућа. Овде су и остаци јудео-хришћанске синагоге с преласка из 3. у 4. век, и византијске (4—5. век) и велике крсташке цркве (12. век).
Јевсеније је записао да је Јулијус Африканус споменуо Назарет као “мало село Јудеје” у 3. веку. У 6. веку основана је црква Указања код извора воде, познатог и као Маријино врело, у Назарету. Свети Јероним у 5. веку такође спомиње Назарет као мало село. 637. године Муслимани су освојили Палестину, што је проузроковало Први крсташки рат у 11. веку. Контрола над Галилејом и Назаретом током тог времена се мењала, тако да је зо довело до различитог религиозног састава становништва. Танкред Галилејски је 1099. освојио Галилеју и поставио Назарет као њен главни град. 1187. Саладин је поновно заузео Палестину.
Назрет је након тога био под влашћу Османског царства (од 1517), па након тога 1918. под британским мандатом. 1948. Назарет је припао Израелу.

## Модерни Назарет
Назарет је данас град са највећом заједницом израелских Арапа у Израелу. Град се састоји од у старом делу већином од малих, уских улица са арапским базаром. У близини базилике Објаве се планирала градња џамије, тако да су се појавили немири у становништву.
Натзерат Илит је млади град. Основан је 1957. Више од половине становништва су усељеници, углавном из бившег Совјетског Савеза. Градоначелник Менахем Ариав је почасни грађанин немачког града Леверкузена. Назарет и Натзерат Илит се сматрају одвојеним градовима са одвојеном управом.

## Становништво
Према процени, у граду је 2007. живело 65.500 становника.
| 1983.  | 1995.  |
| ------ | ------ |
| 44.779 | 51.946 |

## Религиозна светилишта
Назарет садржи пуно цркава које су туристичке атракције.
- Базилика Благовести је највећи хришћански објекат на Блиском истоку. По католичком веровању, означава место где је арханђел Гаврило објавио рођење Исуса Светој Марији.
- Православна црква је изградила Цркву св. Гаврила као алтернативно место објаве уз Маријино врело.
- Грчка источнокатоличка црква поседује Синагогу која је традиционално место Синагоге где је Исус проповедао, премда је сам објекат из крсташког доба и налази се на месту где у 1. веку није било насеља.
- Црква Св. Јосифа локација је радионице Светог Јосифа.
- Базилика младог Исуса се налази на брегу који надгледа град.

## Партнерски градови
- Фиренца
- Лорето
- Наблус
- Нојбранденбург
- Сен Дени
- Хаг
- Ченстохова
- Baguio